# Macrina Mateo Martínez
Macrina Mateo Martínez (San Marcos Tlapazola, Oaxaca) es una alfarera zapoteca, integrante y fundadora de la cooperativa de mujeres alfareras Mujeres del barro rojo (en zapoteco Raa´ unaa´ shte yú shnia) que se especializan en la elaboración de piezas de barro rojo como vasijas, tazas, vasos, comales y jarras que pueden ser utilitarios y de adorno. Su trabajo ha sido reconocido en México, Canadá, Estados Unidos e Italia.

## Infancia y juventud
Macrina Mateo Martínez aprendió la técnica artesanal de su madre, que como otras mujeres de la comunidad aprenden la elaboración de las piezas en su entorno familiar, trasmitiéndolo de generación en generación. Comenzó a vender sus piezas siendo adolescente, desafiando las tradiciones en relación con la comercialización de los productos, un trabajo designado a los hombres de la comunidad.

## Trabajo de promoción cultural
Macrina ha dicho en las entrevistas que su mayor motivación es difundir el arte ancestral que sus compañeras y ella han heredado, fusionando tradición con innovación, para lograr que la alfarería no sólo sea una artesanía, sino que además pueda seguir siendo el sustento económico de las artesanas. Su lengua materna es el zapoteco del valle y a través de esta se comunica con su familia y sus compañeras. En la cooperativa, las mujeres realizan todas las fases de elaboración de las piezas, desde recolectar la arcilla en la mina, armar la pieza de barro, pintarla, hasta llegar al horneado de leña libre de humo. Los tintes que usa son completamente naturales, derivados de insectos como la cochinilla del nopal y de plantas que riega con una bomba de agua que funciona con energía solar. El proceso de elaboración de una pieza puede durar hasta una semana, de acuerdo al clima de la temporada.
Con el objetivo de difundir la técnica que los zapotecos utilizan hace más de 3.500 años, Macrina organiza en la ciudad de Oaxaca, en conjunto con instituciones locales, una feria anual durante el mes de abril donde se exponen y venden piezas de barro de mujeres artesanas, y a su vez colabora con numerosos colectivos de arte en México y Estados Unidos.